# Colinatydidae
Colinatydidae zijn een familie van weekdieren uit de klasse van de Gastropoda (slakken).

## Geslacht
- Colinatys Ortea, Moro & Espinosa, 2013